# Krzysztof Kuźniecow
Krzysztof Piotr Kuźniecow (ur. 16 września 1968 w Bytomiu) – były polski hokeista, Reprezentant Polski, olimpijczyk.

## Kariera
- Polonia Bytom (1987–2001)
- Zagłębie Sosnowiec (2001–2003)
- Cracovia (2003–2004)
- Zagłębie Sosnowiec (2004–2005)
- Polonia Bytom (2005–2010)

Wychowanek Polonii Bytom, także zawodnik Zagłębia Sosnowiec i Cracovii. W latach 1988, 1989, 1990, 1991 z drużyną Polonii zdobywca tytułu mistrza Polski.
Reprezentant Polski w Zimowych Igrzysk Olimpijskich w Albertville w 1992 oraz w mistrzostwach świata w tym samym roku.
25 kwietnia 2010 oficjalnie zakończył karierę zawodniczą. Wraz z nim uczynili to dwaj inni wybitni hokeiści Polonii Bytom, Mariusz Puzio i Tomasz Jaworski.

## Sukcesy
- Złoty medal mistrzostw Polski (4 razy): 1988, 1989, 1990, 1991 z Polonią Bytom
- Brązowy medal mistrzostw Polski (2 razy): 1993, 2001 z Polonią Bytom
- Puchar Sportu i PZHL (2 razy): 1989, 1992 z Polonią Bytom
- Mistrzostwo drugiej klasy ligowej (1 raz): 2000 z Polonią Bytom